# أدريان ألبيرغا
أدريان كورنيليس جاسبير ماروس ألبيرغا (بالإنجليزية: Adrian Cornelis Jasper Marous Alberga)‏ (14 فبراير 1887 - 4 ديسمبر 1952) هو سياسي سورينامي. ليس له أي انتماء حزبي. رئيس وزراء سورينام سابقًا تولى منصب وزير أول في الفترة ما بين 6 سبتمبر 1952 و4 ديسمبر 1952.